# ترامپچی جی‌اس۵
ترامپچی جی‌اس۵ یک کراس‌اوور کامپکت است که توسط گروه گاک با نام تجاری ترامپچی تولید می‌شود.
نسل اول این خودرو از سال ۲۰۱۱ تا ۲۰۱۷ روی خط تولید بود و بعد از یک فیس‌لیفت در سال ۲۰۱۴ نام آن به جی‌اس۵ سوپر تغییر یافت.
در سال ۲۰۱۸ از نسل دوم جی‌اس۵ معرفی شد. فیس‌لیفت این نسل برای مدل سال ۲۰۲۱ در نمایشگاه خودرو شانگهای ۲۰۲۱ معرفی شد و نام آن را به ترامپچی جی‌اس۴ پلاس تغییر داد.

## نسل اول (۲۰۱۱)
اولین نسل ترامپچی جی‌اس۵ در نمایشگاه خودرو گوانگژو ۲۰۱۱ معرفی شد. فروش این نسل در آوریل ۲۰۱۲ با قیمت متغیر از ۱۲۳۸۰۰ یوان تا ۲۲۹۸۰۰ یوان آغاز شد.

### پیشرانه
قدرت جی‌اس۵ از یک موتور ۲٫۰ لیتری با قدرت ۱۵۰ اسب بخار (۱۱۲ کیلووات؛ ۱۵۲ اسب بخار متری) و گشتاور ۱۸۳ نیوتن متر (۱۳۵ پوند-فوت؛ ۱۹ کیلوگرم متر) تأمین می‌شود که به جعبه‌دنده ۵ سرعته دستی یا ۵ سرعته اتوماتیک متصل است. یک موتور ۱٫۸ لیتری توربو و یک موتور ۲٫۴ لیتری بعداً در دسترس قرار گرفت.

### ویژگی‌های فنی
ترامپچی جی‌اس۵ بر اساس همان پلتفرم سدان ترامپچی جی‌ای۵ است که در اصل بر اساس آلفا رومئو ۱۶۶ قدیمی ساخته شده و با چند موتور انتخابی که توسط گروه فیات کرایسلر نیز عرضه شده عرضه شد.
- ترامپچی جی‌اس۵ (پیش از فیس‌لیفت)، نمای جلو
- ترامپچی جی‌اس۵ (پیش از فیس‌لیفت)، نمای عقب

### ترامپچی جی‌اس۵ سوپر
فیس‌لیفت جی‌اس۵ در سال ۲۰۱۴ عرضه شد. در جریان این فیس‌لیفت نام آن به ترامپچی جی‌اس۵اس یا ترامپچی جی‌اس۵ سوپر تغییر کرد و یک جعبه‌دنده دوکلاچه ۷ سرعته به آن اضافه شد. قیمت ترامپچی جی‌اس۵ سوپر از حدود ۱۲۳۸۰۰ یوان شروع و در حدود ۱۵۶۸۰۰ یوان به پایان می‌رسد.
- ترامپچی جی‌اس۵ سوپر (فیس‌لیفت)، نمای جلو
- ترامپچی جی‌اس۵ سوپر (فیس‌لیفت)، نمای عقب

### فراخوان‌ها
یک میلیون جی‌اس۵ و سایر خودروهای ترامپچی در سال ۲۰۱۸ به دلیل مشکلات ایمنی پمپ سوخت فراخوان شدند.

## نسل دوم (۲۰۱۸)

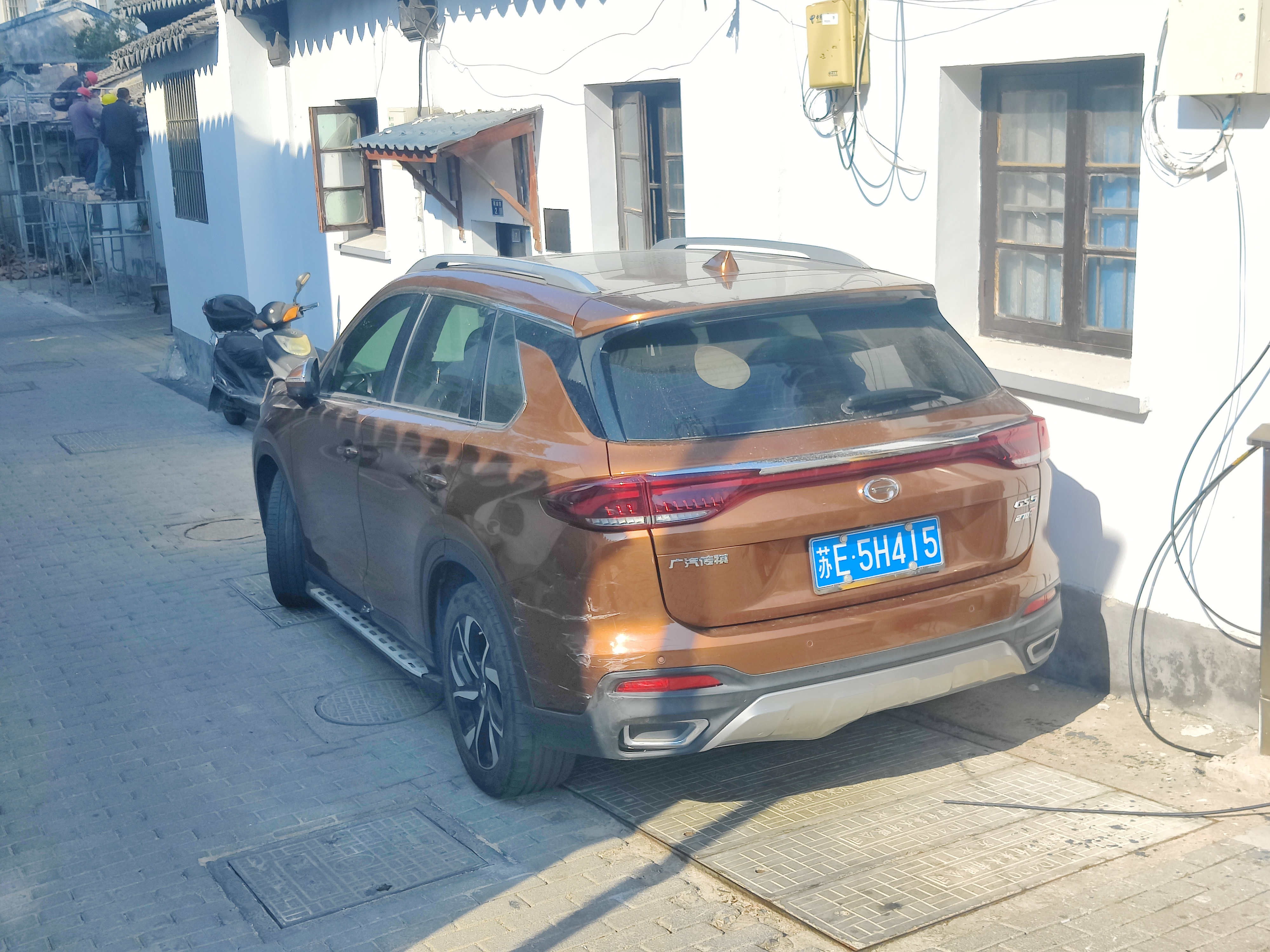
نمای عقب

نسل دوم ترامپچی جی‌اس۵ در نمایشگاه خودروی پاریس ۲۰۱۸ با قیمت متغیر از ۱۲۰۰۰۰ تا ۱۷۵۰۰۰ یوان رونمایی شد.
نسل دوم جی‌اس۵ به سیستم اطلاعات سرگرمی «Trumpchi Cloud Concept 2.0» با ناوبری تعبیه شده مجهز شده‌است.

### ویژگی‌های فنی
نیروبخش نسل دوم جی‌اس۵ یک موتور ۱٫۵ لیتری توربوشارژر آی۴ است که حداکثر ۱۲۴ کیلووات (۱۶۶ اسب بخار؛ ۱۶۹ اسب بخار متری) قدرت در ۵۰۰۰ دور در دقیقه و ۲۶۵ نیوتن متر (۱۹۵ پوند-فوت؛ ۲۷ کیلوگرم متر) گشتاور در ۴۰۰۰ دور در دقیقه تولید می‌کند. مصرف سوخت این موتور حدود ۳۳ مایل بر گالون آمریکایی (۷٫۱ لیتر بر ۱۰۰ کیلومتر؛ ۴۰ مایل بر گالون بریتانیایی) است. گیربکس این خودرو نیز یک گیربکس شش سرعته اتوماتیک است که توسط شرکت آیسین سیکی ساخته شده‌است.

### دوج جرنی

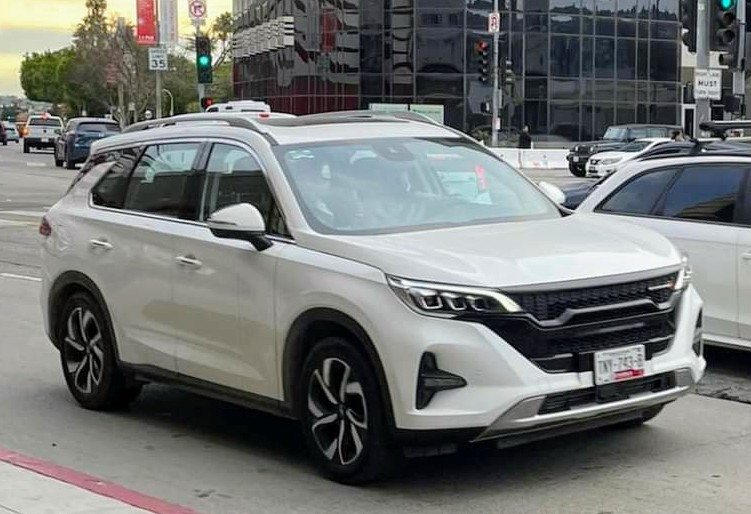
دوج جرنی

ترامپچی جی‌اس۵ در بازار مکزیک با برند داج و با نام جرنی فروخته می‌شود. این خودرو در ۲۷ سپتامبر ۲۰۲۱ معرفی شد و تا نوامبر ۲۰۲۱ وارد نمایندگی‌های دوج در مکزیک شد. این خودرو در سه تیپ اس‌ایکس‌تی، اسپورت و جی‌تی به فروش می‌رسد.

جرنی در چین و توسط گاک فیات کرایسلر تولید می‌شود.

### ترامپچی جی‌اس۴ پلاس (۲۰۲۱)

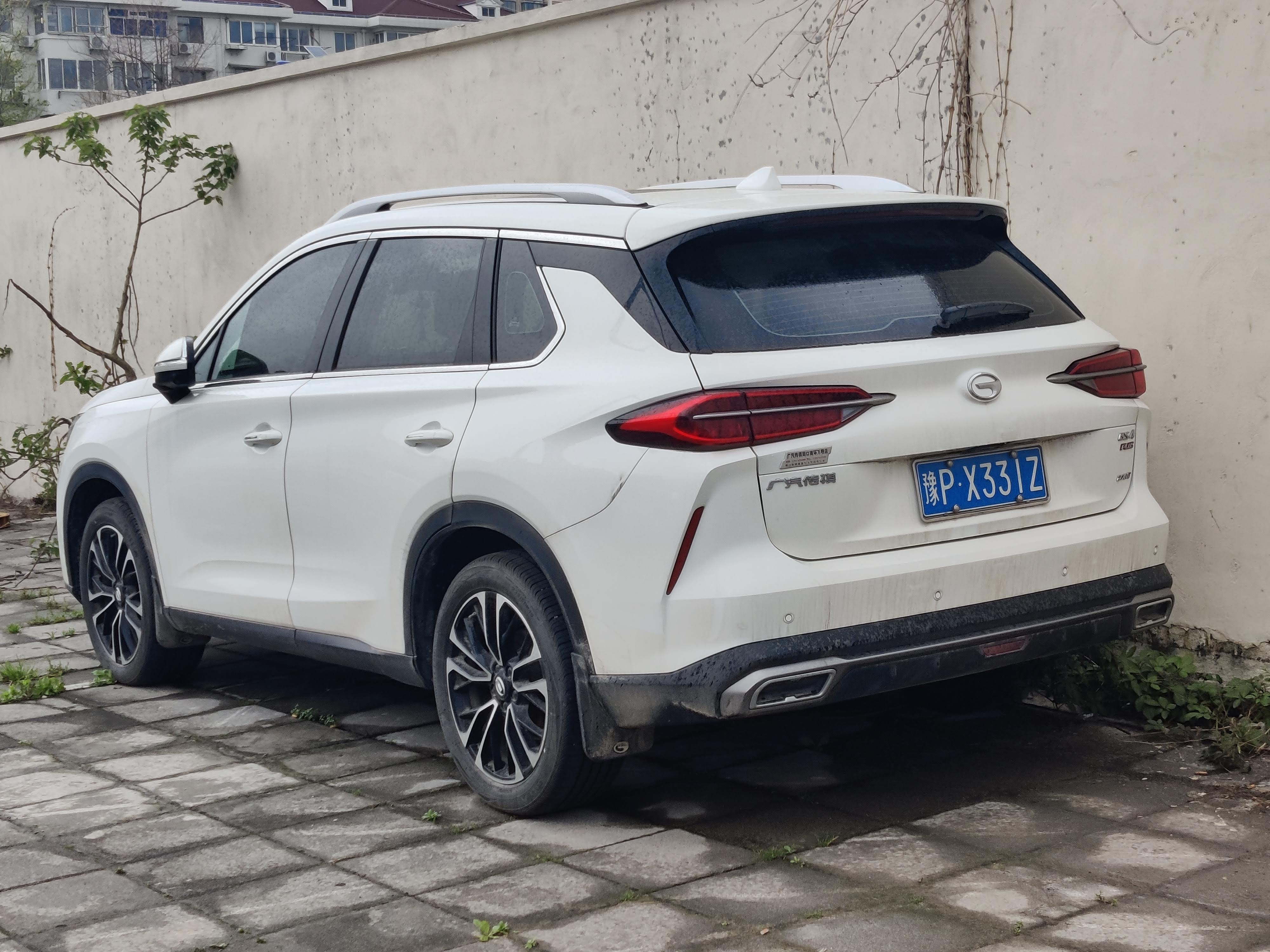
ترامپچی جی‌اس۴ پلاس، نمای عقب

فیس‌لیفت نسل دوم جی‌اس۵ برای مدل سال ۲۰۲۱ در نمایشگاه خودرو شانگهای ۲۰۲۱ معرفی شد و نام آن را به ترامپچی جی‌اس۴ پلاس تغییر داد. ترامپچی جی‌اس۴ پلاس دارای طراحی کاملاً تغییریافته در قسمت‌های جلو و عقب و با رینگ‌های آلیاژی ۱۹ اینچی جدید است؛ با این وجود فضای داخلی هنوز هم شباهت زیادی به فضای داخلی نسل دوم جی‌اس۵ دارد.
سیستم اطلاعات سرگرمی جی‌اس۴ پلاس از نوع CarLife by Baidu است که با CarPlay و فرمان صوتی به عنوان ویژگی‌های اختیاری برای مدل‌های تریم بالاتر همراه است.

#### ویژگی‌های فنی
ترامپچی جی‌اس۴ پلاس دارای موتور ۲٫۰ لیتری توربو با کد 4B20J1 است که حداکثر ۱۸۵ کیلووات (۲۴۸ اسب بخار؛ ۲۵۲ اسب بخار متری) قدرت و ۳۹۰ نیوتن متر (۲۸۸ پوند-فوت؛ ۴۰ کیلوگرم متر) گشتاور را ارائه داده و به گیربکس ۶ سرعته اتوماتیک متصل می‌شود.

## آمار فروش
| سال  | چین    | مکزیک (به عنوان دوج جرنی) |
| ---- | ------ | ------------------------- |
| ۲۰۱۲ | ۲۴٬۴۴۷ |                           |
| ۲۰۱۳ | ۶۵۷۴۲  |                           |
| ۲۰۱۴ | ۷۶٬۱۳۱ |                           |
| ۲۰۱۵ | ۲۶٬۳۲۷ |                           |
| ۲۰۱۶ | ۷٬۵۲۶  |                           |
| ۲۰۱۷ | ۱٬۴۱۹  |                           |
| ۲۰۱۸ | ۱۴۵۹۸  |                           |
| ۲۰۱۹ | ۴۷٬۰۵۴ |                           |
| ۲۰۲۰ | ۱۸۶۲۹  |                           |
| ۲۰۲۱ | ۹٬۹۱۱  | 2209                      |
| ۲۰۲۲ |        | 9,119                     |